# Rémi Bresson
Rémi Bresson (...) è un attore francese.
Divenne famoso sia in Francia che all'estero interpretando il ruolo di Guillaume nel mediometraggio Juste un peu de réconfort.

## Filmografia
- Derrière les volets (2003) Mediometraggio
- Juste un peu de réconfort (Juste un peu de réconfort...) (2004) Mediometraggio